# Veliki Onofrijev vodnjak
Veliki Onofrijev vodnjak (hrv. Velika česma) stoji v Dubrovniku, sredi trga Poljana Paskoja Miličevića, in ga je leta 1438 postavil neapeljski gradbeni mojster in arhitekt Onofrio di Giordano della Cava kot zaključni del vodovoda. Medtem ko je večina mest beneške Dalmacije probleme z vodo reševala tako, da so gradili velike rezervoarje za deževnico, so se v Dubrovniku odločili napeljati v mesto izvirsko vodo. Dubrovniški vodovod s konca srednjega veka predstavlja izjemen primer gradnje. Onofrio je vodovod v mesto pripeljal iz izvira Šumot, ki se nahaja v Rijeki Dubrovački, ki je od mesta oddaljena okoli 12 km. V mestnem predelu, ki se imenuje Koral, je zgradil dva odcepa. Prvi odcep je oskrboval zahodni mestni predel (Pile), drugi odcep pa se je usmeril proti vzhodnemu predelu mesta.
Voda, ki je pritekla v mesto, je bila za javnost dostopna na dveh krajih. Pri zahodnem vhodu v mesto Vrata s Pil je zgradil velik samostojen objekt - Veliki Onofrijev vodnjak, na vzhodnem predelu mesta, trgu Luža, pa je postavil manjši vodnjak - Mali Onofrijev vodnjak. Poleg teh dveh glavnih javnih vodnjakov je bilo v mestu še več manjših.
Izgleda, da je veliki Onofrijev vodnjak, ki stoji na Poljani Paskoja Miličevića, po svoji obliki in obsegu le ponovitev že obstoječe romanske krstilnice v nekdanji katedrali na Bunićevi poljani. Veliki Onofrijev vodnjak je bil hudo poškodovan v potresu leta 1667 in to, kar je danes vidno, je samo arhitektonski obod, medtem ko je bilo sijajno okrasje uničeno.